# Rhimphoctona
Rhimphoctona is een geslacht van insecten uit de orde vliesvleugeligen (Hymenoptera) en de familie Ichneumonidae.

## Soorten
- R. alaskensis (Ashmead, 1902)
- R. albicoxa (Sanborne, 1986)
- R. aldrichi (Davis, 1898)
- R. bimaculata (Sanborne, 1986)
- R. breelandi (Sanborne, 1986)
- R. brevicauda (Sanborne, 1986)
- R. genalis (Sanborne, 1986)
- R. grandis (Fonscolombe, 1852)
- R. idahoensis (Davis, 1898)
- R. immaculata Luo & Sheng, 2010
- R. longicauda Horstmann, 1980
- R. lucida (Clement, 1924)
- R. macdunnoughi (Viereck, 1925)
- R. macrocephala (Provancher, 1874)
- R. maculifemoralis Luo & Sheng, 2010
- R. maiator Aubert, 1986
- R. megacephalus (Gravenhorst, 1829)
- R. melanura (Holmgren, 1860)
- R. montana (Sanborne, 1986)
- R. nigrifemur (Sanborne, 1986)
- R. obscuripes (Holmgren, 1860)
- R. pectoralis (Kriechbaumer, 1890)
- R. ruficincta (Sanborne, 1986)
- R. rufocoxalis (Clement, 1924)
- R. separata (Viereck, 1925)
- R. teredo (Hartig, 1847)
- R. vancouverensis (Harrington, 1894)
- R. xoridiformis (Holmgren, 1860)